# Сеймур, Эдуард, 16-й герцог Сомерсет
Эдуард Гамильтон Сеймур (англ. Edward Hamilton Seymour; 12 мая 1860 — 5 мая 1931) — британский аристократ, 16-й герцог Сомерсет, 16-й барон Сеймур и 14-й баронет Сеймур с 1923 года. Кавалер ордена Бани и ордена Британской империи.

## Биография
Эдуард Сеймур родился 12 мая 1860 года в Лондоне. Он был младшим сыном Фрэнсиса Сеймура и его первой жены Джейн Маргарет Даллас, потомком лорда Фрэнсиса Сеймура (1725—1799), младшего сына 8-го герцога Сомерсета. Эдуард получил образование в школе Браднелл в Тивертоне (Девон) и Королевское военное училище в Сандхерсте (Беркшир). В 1880 году он поступил на службу офицером в полк Королевских Дублинских фузилеров.
После смерти бездетного Элджернона Сент-Мора, 15-го герцога Сомерсета, Эдуард унаследовал его титулы (1923). Он служил в британской армии: в 1888 году стал капитаном, в 1898 — майором, в 1907 — полковником. Участвовал в Первой мировой войне, в 1915 году был награждён орденом Бани, в 1918 — орденом святого Михаила и святого Георгия, в 1919 — орденом Британской империи.
28 июля 1881 года Эдуард Сеймур женился на Ровене Уолл (1861—1950), дочери кофейного плантатора Георга Уолла из Коломбо и Мэри Энн Диксон. В этом браке родился единственный сын Ивлин, ставший 17-м герцогом Сомерсетом.